# Adamo Alberti
Adamo Alberti (Cremona, 3 gennaio 1809 – Napoli, 30 marzo 1885) è stato un attore teatrale italiano.

## Biografia
Seguì gli insegnamenti del padre, Daniele. Attore caratterista e capocomico, iniziò la carriera teatrale a Parma. Trasferitosi a Napoli, lavorò con diverse compagnie al Teatro dei Fiorentini, assumendone poi la direzione nel 1838. Per quarant'anni proseguì l'attività di impresario, producendo un ampio repertorio che spaziava tra opere di autori italiani e francesi, affidate ai più noti attori.
Fu anche autore di commedie e drammi, e descrisse la sua attività teatrale nel libro Quarant'anni di storia del Teatro dei Fiorentini, pubblicato a Napoli nel 1878.

## Opere
- Adamo Alberti, Un matrimonio occulto commedia in tre atti dell'artista comico Adamo Alberti, Firenze, Libreria Teatrale di Angiolo Romei, 1853.
- Adamo Alberti, Raccolta di componimenti teatrali di Adamo Alberti, Napoli, Tipografia Rocco, 1867.